# André Picard (aviron)
Pour les articles homonymes, voir Picard (homonymie) et André Picard.
André Picard, né le 23 janvier 1951, est un rameur d'aviron français. Il est le frère du rameur Michel Picard.

## Carrière
Après avoir été sacré champion du monde junior en deux sans barreur en 1969 avec André Coupat, André Picard remporte la médaille d'or mondiale en quatre sans barreur poids légers en 1975, 1976 et 1977.